# Wilczogóra (województwo zachodniopomorskie)
Wilczogóra (do 1945 r. niem. Wielschberg) – osada w Polsce położona w województwie zachodniopomorskim, w powiecie koszalińskim, w gminie Bobolice. Miejscowość wchodzi w skład sołectwa Kłanino.
We wsi znajduje się dwór z końca XIX wieku, murowany, na podmurówce kamiennej. Pierwotnie parterowy z poddaszem, przebudowany w latach 70. XX w – dobudowano piętro, poszerzono otwory okienne i pokryto eternitem.
W latach 1975–1998 miejscowość położona była w województwie koszalińskim.